# 241527 Edwardwright
241527 Edwardwright è un asteroide della fascia principale. Scoperto nel 2010, presenta un'orbita caratterizzata da un semiasse maggiore pari a 2,7247642 UA e da un'eccentricità di 0,2002888, inclinata di 7,22177° rispetto all'eclittica.
L'asteroide è dedicato all'astronomo statunitense Edward L. Wright.